# Idassa
Idassa (łac. Diocesis Idassensis) – stolica historycznej diecezji we Cesarstwie rzymskim w prowincji Numidia zlikwidowana w VII w. podczas ekspansji islamskiej, współcześnie w północnej Algierii. Obecnie katolickie biskupstwo tytularne. 

## Biskupi tytularni
| Lp. | Biskup             | Funkcja                                          | Od               | Do                   |
| --- | ------------------ | ------------------------------------------------ | ---------------- | -------------------- |
| 1   | Francesco Bracci   | -                                                | 5 kwietnia 1962  | 19 kwietnia 1962     |
| 2   | Bohdan Bejze       | biskup pomocniczy łódzki                         | 25 czerwca 1963  | 19 marca 2005        |
| 3   | José Rojas Rojas   | biskup pomocniczy Caceres (Filipiny)             | 25 lipca 2005    | 19 maja 2008         |
| 4   | Vincent Jordy      | biskup pomocniczy Strasburga (Francja)           | 19 września 2008 | 22 lipca 2011        |
| 5   | Rubens Sevilha     | biskup pomocniczy Vitórii (Brazylia)             | 21 grudnia 2011  | 28 marca 2018        |
| 6   | Gianpiero Palmieri | wiceregent diecezji rzymskiej (Włochy)           | 18 maja 2018     | 29 października 2021 |
| 7   | Joseph Williams    | biskup pomocniczy Saint Paul i Minneapolis (USA) | 10 grudnia 2021  | 21 maja 2024         |
| 8   | Pedro Cannavó      | biskup pomocniczy Buenos Aires (Argentyna)       | 19 czerwca 2024  |                      |